# Paraclius siamensis
Paraclius siamensis är en tvåvingeart som beskrevs av Octave Parent 1941. Paraclius siamensis ingår i släktet Paraclius och familjen styltflugor.
Artens utbredningsområde är Thailand. Inga underarter finns listade i Catalogue of Life.